# Biantes gandaki
Biantes gandaki is een hooiwagen uit de familie Biantidae. De wetenschappelijke naam van Biantes gandaki gaat terug op J. Martens.